# Waiotu (rivière)

La rivière Waiotu  (en anglais : Waiotu River) est un cours d’eau de la région du  Northland dans l’Île du Nord de la Nouvelle-Zélande.

## Géographie
C’est l’ une des sources du système de la rivière  Wairua. Elle s’écoule vers le sud  à partir de sa source à 15 kilomètres au sud-est de la ville de Kawakawa. Ses eaux se mélangent  avec celles de la rivière Whakapara pour former la rivière Wairua.